# Uta Levka
Uta Levka, née le 26 mai 1942 à Cottbus, est une actrice allemande. 

## Biographie
Diplômée d'une école hôtelière, Uta Levka est découverte au début des années 1960 par l'actrice Maria Schell alors qu'elle travaille dans les studios de cinéma Bavaria à Munich. Elle tourne dans une vingtaine de films et téléfilms avant d'interrompre brusquement sa carrière en 1971.

## Filmographie sélective
- 1964 : Bons baisers du Tyrol (Liebesgrüße aus Tirol) de Franz Antel
- 1965 : Mädchen hinter Gittern de Rudolf Zehetgruber
- 1965 : Le Moine inquiétant (Der unheimliche Mönch) d'Harald Reinl
- 1966 : The Alley Cats (en) de Radley Metzger
- 1966 : Le Marché noir de l'amour (en) (Schwarzer Markt der Liebe) d'Ernst Hofbauer
- 1966 : Le Bossu de Londres (Der Bucklige von Soho) d'Alfred Vohrer
- 1966 : L'Espion de Raoul Lévy
- 1967 : Seitenstraße der Prostitution de Gerhard Ammann
- 1967 : Carmen Baby (en) (Carmen, Baby) de Radley Metzger
- 1967 : Au diable, les anges ! (Operazione San Pietro) de Lucio Fulci
- 1968 : Le Château des chiens hurlants (Der Hund von Blackwood Castle) d'Alfred Vohrer
- 1968 : Jet Generation - Wie Mädchen heute Männer lieben d'Eckhart Schmidt (en)
- 1969 : Le Cercueil vivant (The Oblong Box) de Gordon Hessler
- 1969 : Le Divin Marquis de Sade (De Sade) de Cy Endfield
- 1970 : Lâchez les monstres (Scream and Scream Again) de Gordon Hessler